# Underground (canção de David Bowie)
"Underground" é uma canção escrita e gravada pelo músico britânico David Bowie para a trilha sonora do filme Labyrinth. Lançada como single em junho de 1986, a faixa chegou ao n° 21 na UK Singles Chart.

## Créditos
Produtores
- David Bowie
- Arif Mardin

Músicos
- David Bowie: vocais
- Robbie Buchanan: teclado, sintetizador, programação
- Andy Thomas: programação adicional
- Richard Tee: piano, órgão Hammond
- Albert Collins: guitarra solo
- Nicky Moroch: guitarra rítmica
- Steve Ferrone: bateria
- Bob Gay: saxofone
- Cissy Houston, Chaka Khan, Luther Vandross, Fonzi Thornton, Marcus Miller, Marc Stephens, Daphne Vega, Garcia Alston, Mary David Canty, Beverly Ferguson, A. Marie Foster, James Glenn, Eunice Peterson, Rennele Stafford: vocais de apoio